# Umberto Baistrocchi
Umberto Baistrocchi (Castellammare di Stabia, 29 agosto 1900 – Roma, 23 agosto 1998) è stato un generale e aviatore italiano, particolarmente distintosi nel corso della guerra d'Etiopia e della seconda guerra mondiale, dove fu vicecomandante dell'Aeronautica della Sardegna - ASAR. Decorato con la Croce di Cavaliere dell'ordine militare di Savoia e tre Medaglie d'argento al valor militare.

## Biografia
Nacque a Castellammare di Stabia il 29 agosto 1900, figlio del conte Federico, militare di carriera, e della signora Elvira Nicolini. Il 13 settembre 1913, giovanissimo, si arruolò nella Regia marina e iniziò a frequentare la Regia Accademia Navale di Livorno. Nel 1915 frequentava la seconda classe degli allievi di vascello, e uscito dall'Accademia nel 1917, in piena prima guerra mondiale, con il grado di guardiamarina partecipò alle operazioni belliche. Promosso sottotenente di vascello il 18 ottobre 1918, dopo la fine della guerra prese parte a varie campagne navali.
Quando il 28 marzo 1923 fu istituita la Regia Aeronautica, dopo aver conseguito il brevetto di pilota chiese, ed ottenne, il trasferimento nella nuova Arma. L'11 agosto 1925 fu promosso capitano, divenendo maggiore il 9 maggio 1929 e dal 17 dicembre 1930 al 5 gennaio 1931 era al comando dell'idrovolante Savoia-Marchetti S.55 I-BAIS nella Crociera aerea transatlantica Italia-Brasile. Partito da Bolama il 5 gennaio, dopo 9 ore di volo l’ I-BAIS dovette ammarare per il malfunzionamento dei radiatori.
Nel 1932 risultava in servizio presso il 19º Stormo Osservazione Aerea.
Promosso tenente colonnello, dal dicembre 1933 al gennaio 1934 fu comandante interinale del 3º Stormo Caccia Terrestre. Nel corso del 1935 fu mandato in Africa orientale per partecipare alla Guerra d'Etiopia, e promosso colonnello tra il 1º marzo ed il mese di settembre 1936 fu comandante del 14º Stormo Bombardamento Terrestre AO. Dopo la fine delle operazioni militari, il 9 maggio 1936 assunse anche il comando del I Gruppo di Ricognizione Terrestre, di stanza sull'aeroporto di Addis Abeba, composto dalle squadriglie 34ª, 103ª e 110ª, equipaggiate con gli IMAM Ro.1 e Ro.37bis Lince. Durante il corso delle operazioni belliche, e nelle prime operazioni di contro guerriglia, fu decorato complessivamente con tre Medaglie d'argento al valor militare. Il 2 ottobre 1936 raggiunse in volo, al comando di 4 Ro.37, il campo d'aviazione di Bonaya, dove nel mese di giugno una missione militare italiana al comando del generale Vincenzo Magliocco era stata massacrata dai rivoltosi. Qui strinse accordi con Padre Mario Borello, con il degiac Hapte Mariam, e con altri capi, per l'approntamento di un munito campo d'aviazione capace di ospitare numerosi apparecchi. Ritornato in Italia nel 1937 fu nominato direttore del Servizio meteorologico della Regia Aeronautica composto dalla I Divisione dell’Ufficio Centrale delle Telecomunicazioni e Assistenza al Volo, sostituendo il professore Filippo Eredia che lo aveva diretto a partire dal 1929. Con decreto ministeriale 6 dicembre 1938 fu nominato membro nella sottocommissione per la meteorologia nell'ambito dell Commissione internazionale per la navigazione aerea.
Dopo l'entrata in guerra del Regno d'Italia, avvenuta il 10 giugno 1940, continuò a dirigere il servizio meteorologico fino al 1941, quando fu nominato Capo di stato maggiore e Vicecomandante dell'Aeronautica della Sardegna - ASAR. Generale di brigata aerea diresse i suoi reparti durante l'Operazione Halberd (27 settembre 1941), e le battaglie di mezzo giugno (12-16 giugno 1942) e mezzo agosto (11-13 agosto 1942). Per questa attività il 24 dicembre 1942 fu insignito della Croce di Cavaliere dell'Ordine militare di Savoia.  Dopo la firma dell'armistizio di Cassibile, il 6 novembre 1943 il Ministro della Difesa Nazionale, Maresciallo d'Italia Rodolfo Graziani chiese che fosse arrestato, insieme a numerosi altri ufficiali superiori della Regia Aeronautica. Divenuto generale di squadra aerea lasciò il servizio attivo nel corso del 1948. Si spense a Roma.

### Fonti
1. 1 2  Ufficio Storico dell'Aeronautica Militare 1969, p. 48.
2. ↑  Generals.
3. 1 2 3 4 5 6 7 8  Libero Ricercatore.
4. ↑  Ufficio Storico dell'Aeronautica Militare 1977, p. 27.
5. ↑  Ufficio Storico dell'Aeronautica Militare 1977, p. 81.
6. ↑  Lioy 1965, p. 90.
7. 1 2  Lioy 1965, p. 184.
8. 1 2   Cavaliere dell'Ordine militare d'Italia Umberto Baistrocchi, su quirinale.it, Quirinale. URL consultato il 17 settembre 2020.
9. ↑  Bollettino Ufficiale 1943, dispensa 5, pag.238.
10. ↑  Supplemento ordinario alla Gazzetta Ufficiale del Regno d'Italia n.140 del 16 giugno 1939, pag.1730.
11. ↑  Gazzetta Ufficiale del Regno d'Italia n.87 del 14 aprile 1936, pag.1060.